# Dharamsala
Dharamsala (o Dharmsala; letteralmente: "casa di riposo"; in Hindi: धर्मशाला; in tibetano: དྷ་རམ་ས་ལ་) è una città dell'India di 19 034 abitanti, capoluogo del distretto di Kangra, nello stato federato dell'Himachal Pradesh. In base al numero di abitanti la città rientra nella classe IV (da 10 000 a 19 999 persone).
Dharamsala è nota soprattutto per essere l'attuale sede del governo tibetano in esilio. La dimora di Tenzin Gyatso, il quattordicesimo Dalai Lama si trova invece a McLeod Ganji, un piccolo paese poco distante da Dharamsala, a 1750 m sul livello del mare.

## Geografia fisica
La città è situata a 32° 13′ 0 N e 76° 19′ 0 E e ha un'altitudine di 1456 m s.l.m..

## Società

### Evoluzione demografica

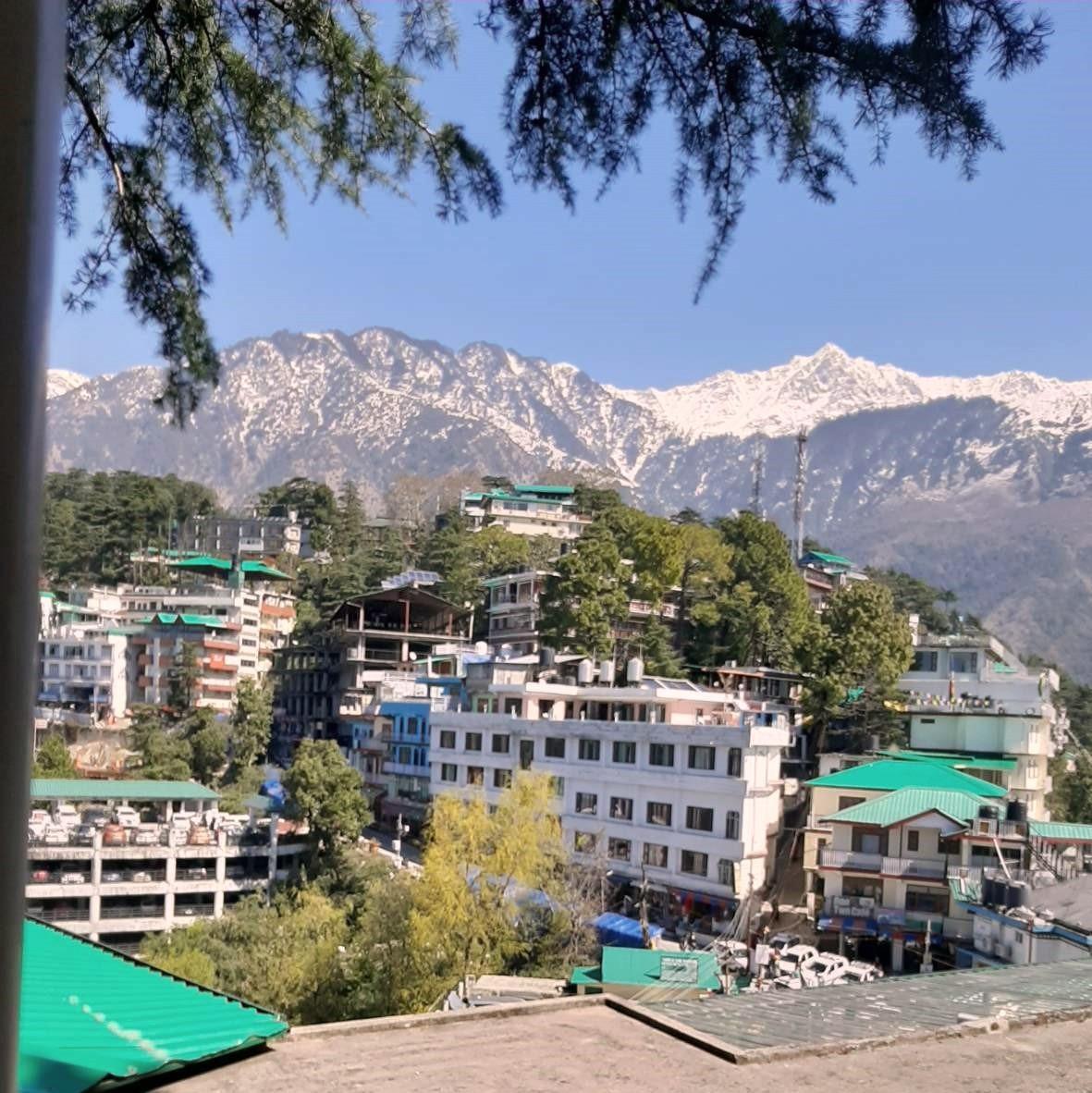
Quartieri residenziali della città sullo sfondo dell'Himalaya

Al censimento del 2001 la popolazione di Dharamsala assommava a 19 034 persone, delle quali 10 404 maschi e 8630 femmine. I bambini di età inferiore o uguale ai sei anni assommavano a 1706, dei quali 903 maschi e 803 femmine. Infine, coloro che erano in grado di saper almeno leggere e scrivere erano 14 634, dei quali 8367 maschi e 6.267 femmine.

## Economia

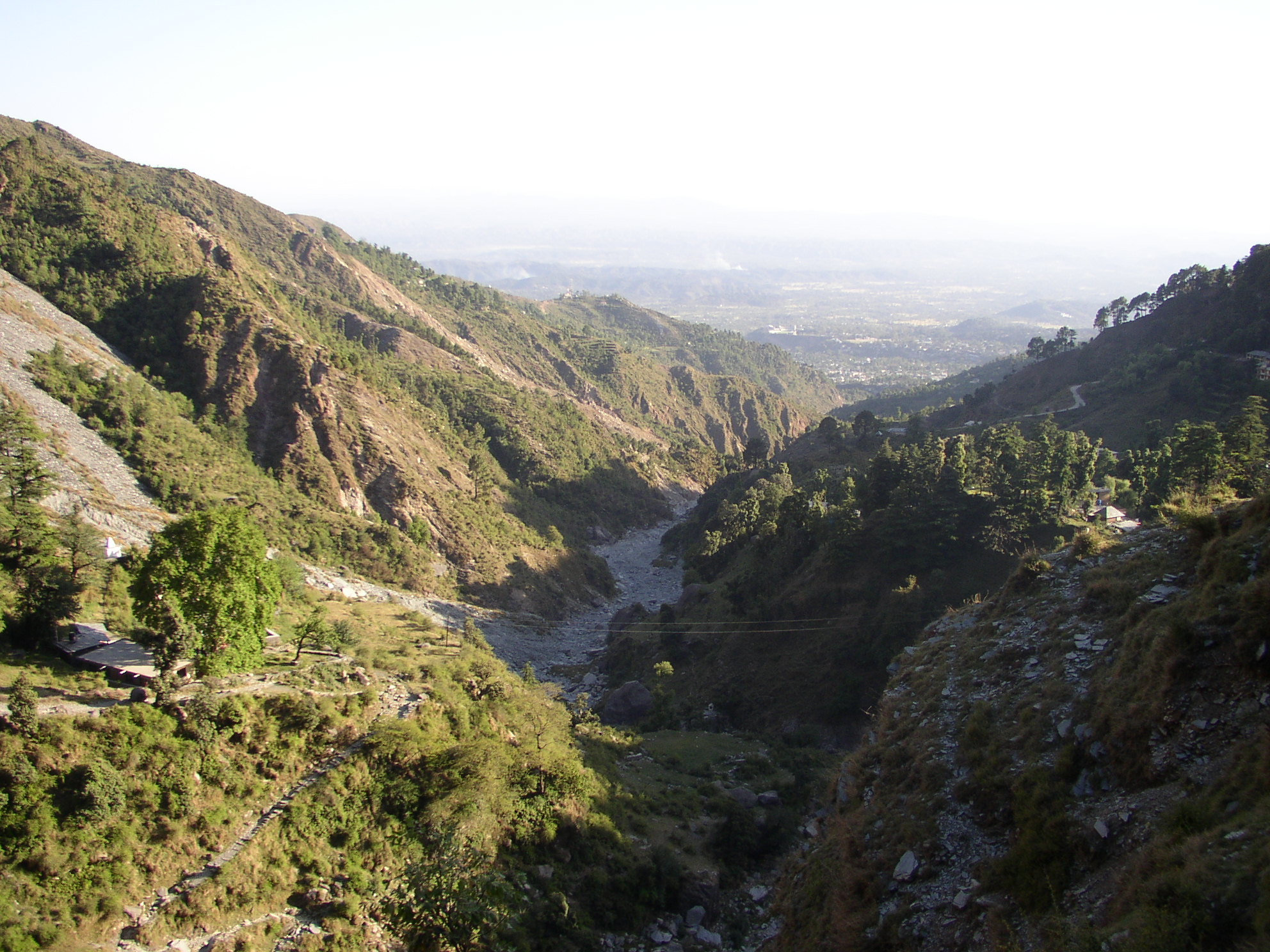
La valle di Dharamsala

Situata nel nord dell'India, nell'Himachal Pradesh, è meta di pellegrinaggi ed ha sviluppato un forte sistema alberghiero che a tutt'oggi è la prima fonte di sostentamento degli abitanti della zona.